# Begonia dodsonii
Begonia dodsonii é uma espécie de Begonia, nativa do Equador.